# Laurens Geels
Laurens Geels (IJmuiden, 1 januari 1947) is een Nederlands filmproducent. 

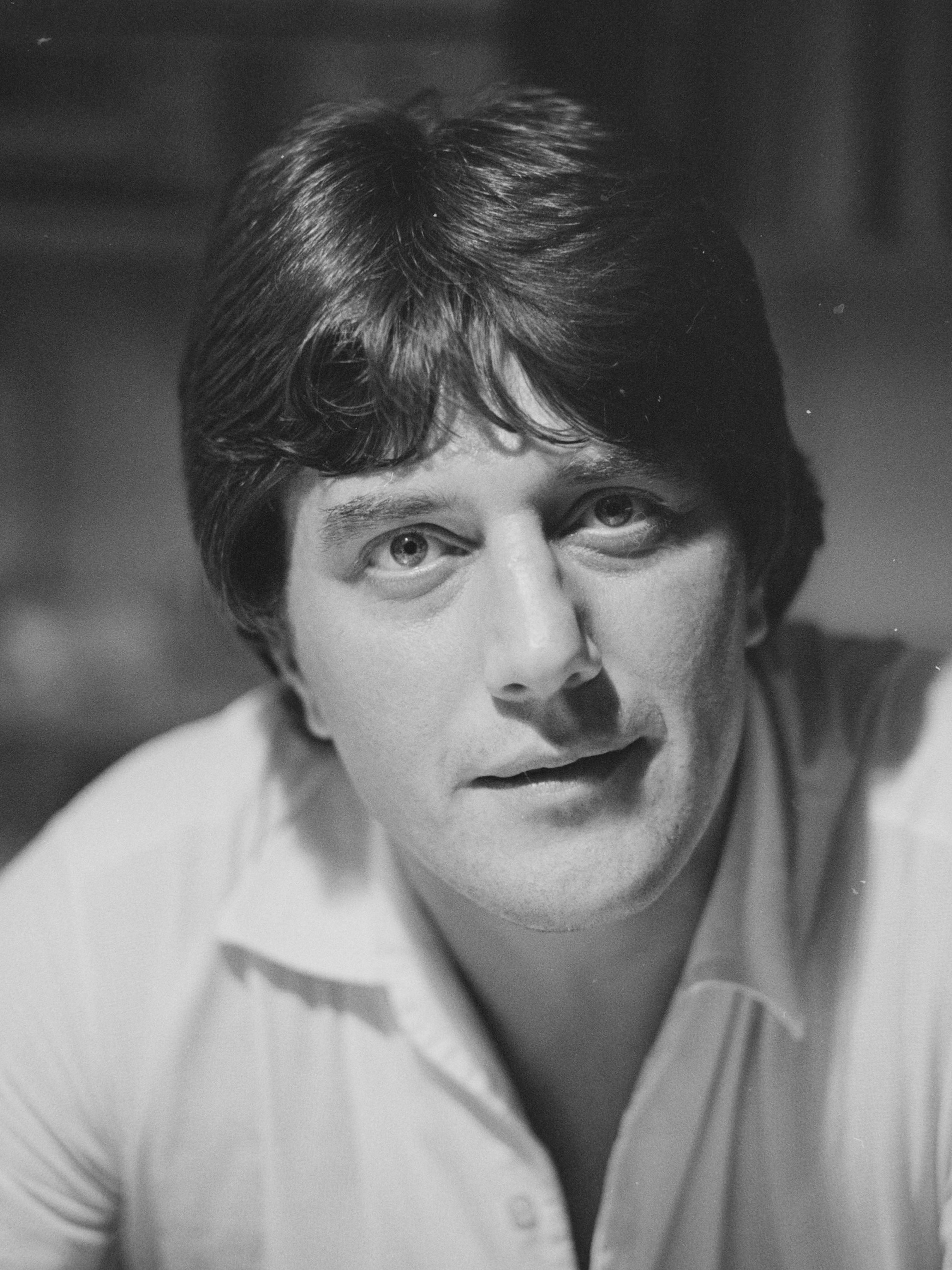
Laurens Geels, filmproducent, in 1980

## Biografie
Geels begon met zijn carrière als zakelijk leider van Hauser Orkater, de theatergroep van Alex van Warmerdam. In 1984 richtte hij met regisseur Dick Maas het productiebedrijf First Floor Features op. Op 16 maart 1991 begon dit tweetal in Almere een filmstudio, genaamd de First Floor Film Factory. In de tweede helft van de jaren tachtig en in de jaren negentig oogstte Geels veel succes met zijn producties. Drie van de door hem geproduceerde speelfilms werden bekroond met Gouden Kalveren: Abel (1986), Lang Leve de Koningin (1995) en Karakter (1997). Laatstgenoemde film leverde in 1998 tevens een Academy Award voor beste niet-Engelstalige film op. In de jaren 90 produceerden Geels en Maas de televisieserie Flodder. Hierna nam het succes van de filmstudio gestaag af. De in commercieel opzicht teleurstellende dramafilm Resistance leidde uiteindelijk tot het faillissement van First Floor Features in 2004, waar al in 1998 over gespeculeerd werd.

## Privé
Hij is de vader van zangeres Sarah Geels en van Anja Geels, de ex-vrouw van acteur Victor Reinier.

## Filmografie
- Abel (1986)
- Flodder (1986)
- Amsterdamned (1988)
- Wings of Fame (1990)
- The Last Island (1990)
- My Blue Heaven (1990)
- Oh Boy! (1991)

- De Noorderlingen (1992)
- Flodder in Amerika! (1992)
- Flodder (1993, televisieserie)
- Achter het scherm (1994, televisieserie)
- Flodder 3 (1995)
- Lang Leve de Koningin (1995)
- Westzijde Posse (1996, televisieserie)
- Karakter (1997)

- All Stars (1997), als co-producent
- De rode zwaan (1999)
- Do Not Disturb (1999)
- Down (2001)
- Tom & Thomas (2002)
- Valentín (2002)
- Resistance (2003)